# Lyubov Yanovska

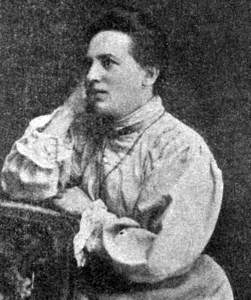
Lyubov Yanovska

Lyubov Yanovska (Яновська Любов Олександрівна, 1861 – 1933) foi uma escritora e feminista ucraniana.
Filha de Oleksandr Shcherbachov, um autor publicado de ascendência russa, e mãe ucraniana, ela nasceu Lyubov Shcherbachova no leste da Ucrânia. A tia da sua mãe era casada com Panteleimon Kulish. Os seus pais separaram-se devido a tensões causadas pelas suas diferentes origens étnicas. Em 1881, ela casou-se com Vasyl Yanovsky, um intelectual ucraniano, e se educou na cultura, literatura e história ucranianas. O seu primeiro conto foi publicado em 1897. Ela também escreveu romances e peças de teatro.
Em 1905, Yanovska mudou-se para Kiev, onde se envolveu nos círculos literários e no movimento feminino. Depois de 1916, ela não conseguia mais escrever por causa de problemas de saúde agravados pelo seu trabalho ao ajudar mulheres e crianças deixadas na pobreza pela Primeira Guerra Mundial. Ela sofreu um derrame paralítico em 1923 e morreu dez anos depois.
O seu trabalho foi traduzido para o inglês para as coleções In the Dark of the Night (1998) e Warm the Children, O Sun (1998).